# Alfred Messerli
Alfred Messerli (* 18. Oktober 1953) ist ein Schweizer Professor für Populäre Kulturen und forscht unter anderem auf dem Gebiet der Kinderfolklore.

## Leben
Von 1973 bis 1977 absolvierte er ein Studium an der Universität Zürich mit den Schwerpunkten Germanistik, Sozialgeschichte und Europäische Volksliteratur. 1978 arbeitete er als Wissenschaftliche Hilfskraft an der Universität Bremen am Forschungsvorhaben der Zentralen Forschungskommission über Kinder- und Jugendliteratur bei Dieter Richter. 1988 erfolgte die Promotion in Zürich mit der Dissertation Elemente einer Pragmatik des Kinderliedes und des Kinderreimes bei Rudolf Schenda. 2000 erfolgte die Habilitation an der Universität Zürich.

## Forschung
Messerlis Forschungsschwerpunkte sind die Erzählforschung, Selbstzeugnisse, Massenbilderforschung, Kinderfolklore und Leserforschung. Er forschte von 1991 bis 1995 über das Lesen und Schreiben 1700 bis 1900. Untersuchung zur Durchsetzung der Literalität in der Schweiz. Er edierte die historisch-kritische Ausgabe der Schriften Ulrich Bräkers und wurde Mitherausgeber derselben. Seine empirischen Untersuchungen zu den Repertorien von Kinderreimen und -lieder an 43 Zürcher Primarschulen mit Kindern vom 1. bis 6. Schuljahr floss unter anderem in die Enzyklopädie des Märchens Band 7 mit ein. Gemeinsam mit Philipp Sarasin und Sabine Maasen forschte er von 2004 bis 2007 über Sexualität – Medialität – Therapeutisierung: Ratgeberkommunikation und die Konstruktion sexueller Selbstverständnisse, eine Untersuchung anhand der Kolumne Liebe Marta in der Boulevard-Zeitung Blick von 1980 bis 1995.

## Werke (Auswahl)
- Flausen im Kopf. Schweizer Autobiografien aus drei Jahrhunderten. Unionsverlag, Zürich 1984.
- Elemente einer Pragmatik des Kinderliedes und des Kinderreimes. Zürcher Diss. phil. Sauerländer, Aarau 1991 (Reihe Sprachlandschaft 9).
- Kinderfolklore. In: Enzyklopädie des Märchens. Band 7 (1993), Sp. 1269–1278.
- (Hrsg.) Blickführung. Cinema 41. Stroemfeld, Basel / Frankfurt am Main 1996, ISBN 3-87877-895-3.
- Lesen und Schreiben in Europa 1500–1900. Vergleichende Perspektiven. Schwabe, Basel 2000, ISBN 3-7965-1694-7.
- Lesen und Schreiben 1700 bis 1900. Untersuchung zur Durchsetzung der Literalität in der Schweiz. Habilitation. Max Niemeyer Verlag, Tübingen 2002 (Reihe Germanistische Linguistik 229), ISBN 3-484-31229-7.
- Schreibsucht: autobiographische Schriften des Pietisten Ulrich Bräker (1735–1798). Vandenhoeck & Ruprecht, Göttingen 2004, ISBN 3-525-55829-5.
- Scripta volant, verba manent. Schriftkulturen in Europa zwischen 1500 und 1900. Schwabe, Basel 2007, ISBN 978-3-7965-2315-1.